# Gholam Reza Azhari

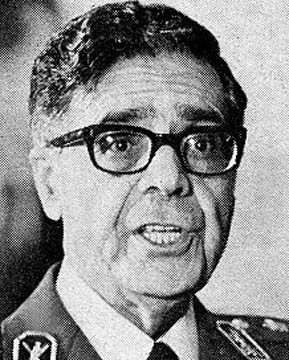
Gholam Reza Azhari, 1978

Gholam Reza Azhari lyssna (fil)(persiska: غلامرضا ازهاری), född 18 februari 1912 i Shiraz i Persien, död 5 november  2001 i McLean, Virginia, USA, var en hög iransk militär som tjänstgjorde som Irans premiärminister 1978. 

## Karriär
Gholam Reza Azhari var utbildad vid Krigshögskolan i Teheran och vid National War College i Washington, D.C.. 1978 tjänstgjorde först som krigsminister och sedan som premiärminister i Irans militärregering. Som premiärminister efterträddes han av Shapur Bakhtiar.
Gholam Reza Azhari drabbades av en hjärtattack i början av 1979 under den iranska revolutionen och fick flyga till USA för vård. Pahlavimonarkin föll inom några månader och han återvände inte till Iran. Han levde i stället i exil i USA fram till sin död 2001. 
Han mottog Legion of Merit, en militär dekoration i USA:s väpnade styrkor.